# Supercopa da UEFA de 2022
A Supercopa da UEFA de 2022, ou Supertaça da UEFA de 2022 foi a 47ª edição da Supercopa da UEFA, uma competição anual organizada pela UEFA que foi disputada em 10 de agosto de 2022 no Estádio Olímpico em Helsinque na Finlândia na qual se enfrentam o campeão da Liga dos Campeões da UEFA de 2021–22 e o campeão da Liga Europa da UEFA de 2021–22.

## Sede
O Estádio Olímpico de Helsinque foi escolhido como sede pelo Comitê Executivo da UEFA em 2 de março de 2020.

## Partida
| 10 de agosto de 2022 | Real Madrid             | 2 – 0     | Eintracht Frankfurt | Estádio Olímpico, Helsinque                 |
| 22:00 (UTC+3)        | Alaba 37' · Benzema 65' | Relatório |                     | Público: 31 042 Árbitro: ENG Michael Oliver |